# Pierry

Pierry este o comună în departamentul Marne, Franța. În 2009 avea o populație de 1,195 de locuitori.